# Myiomela sumatrana
Myiomela sumatrana és una espècie d'ocell de la família dels muscicàpids (Muscicapidae), endèmica de l'illa de Sumatra, a Indonèsia. Anteriorment se' considerava una subespècie del Rossinyol de la Sonda (M. diana sumatrana). Però un estudi del 2020 va trobar que aquest tàxon constituïa, de fet, una espècie diferent. Es pot distingir físicament de la subespècie nominal (M. diana diana) pel seu plomatge molt més fosc, tant en mascles com en femelles.

## Taxonomia
Segons la llista mundial d'ocells del Congrés Ornitològic Internacional (versió 11.2, juliol 2021) aquest tàxon tindria la categoria d'espècie. Tanmateix, altres obres taxonòmiques, com el Handook of the Birds of the World i la quarta versió de la BirdLife International Checklist of the birds of the world (Desembre 2019), el consideren encara una subespècie del Rossinyol de la Sonda (M. diana sumatrana).